# پاولس سوکولوفس
پاولس سوکولوفس (لتونیایی: Pauls Sokolovs; ۱ ژانویهٔ ۱۹۰۲ – ۱ ژانویهٔ ۱۹۴۵) بازیکن فوتبال و بازیکن هاکی روی یخ اهل لتونی بود.